# 第107回日劇學院賞
←第106回 - 第107回 - 第108回→
第107回日劇學院賞，針對2021年1月到3月在日本播出之冬季檔連續劇所做出的投票與評比。本季獲最優秀作品賞為TBS電視台的《我家的故事》，此劇共獲四項獎為本季最多。

## 得獎名單

### 最優秀作品賞
1. 我家的故事[1]
2. 天國與地獄～瘋狂的2人～
3. Oh! My Boss!戀愛在別冊
4. Red Eyes 監視搜查班（日语：レッドアイズ監視捜査班）
5. 麒麟來了

- 讀者票：1. Oh! My Boss!戀愛在別冊；2. Red Eyes 監視搜查班；3. 天國與地獄～瘋狂的2人～；4. 我家的故事；5.在風呂場等著（日语：でっけぇ風呂場で待ってます）
- 記者票：1. 我家的故事；2. 天國與地獄～瘋狂的2人～；3. 麒麟來了；4. 接下來是倫理課；5.Oh! My Boss!戀愛在別冊
- 評審票：1. 我家的故事；2. 天國與地獄～瘋狂的2人～；3. 麒麟來了；3. 那女孩、吉魯巴（日语：その女、ジルバ）；5.我家女兒交不到男朋友！！

### 主演男優賞
1. 長瀨智也（我家的故事）[2]
2. 長谷川博己（麒麟來了）
3. 龜梨和也（Red Eyes 監視搜查班）
4. 生田斗真（寫不出來！？～編劇_吉丸圭佑的無情節生活～）
5. 香取慎吾（匿名～警視廳鍵盤殺人對策室（日语：アノニマス〜警視庁“指殺人”対策室〜））

- 讀者票：1. 龜梨和也（Red Eyes 監視搜查班）；2. 長瀨智也（我家的故事）；3. 北山宏光（在風呂場等著）；4. 長谷川博己（麒麟來了）；5. 佐藤勝利（在風呂場等著）
- 記者票：1. 長瀨智也（我家的故事）；2. 長谷川博己（麒麟來了）；3. 山田裕貴（接下來是倫理課）；4. 藤原龍也（青之SP～學校內警察．嶋田隆平～（日语：青のSP―学校内警察・嶋田隆平―））；5. 龜梨和也（Red Eyes 監視搜查班）
- 評審票：1. 長谷川博己（麒麟來了）；1. 長瀨智也（我家的故事）；3. 生田斗真（寫不出來！？～編劇_吉丸圭佑的無情節生活～）；3. 香取慎吾（匿名～警視廳鍵盤殺人對策室）；5. 藤原龍也（青之SP～學校內警察．嶋田隆平～）

### 主演女優賞
1. 綾瀨遙（天國與地獄～瘋狂的2人～）[3]
2. 上白石萌音（Oh! My Boss!戀愛在別冊）
3. 上野樹里（監察醫朝顏）
4. 池脇千鶴（那女孩、吉魯巴）
5. 菅野美穗（我家女兒交不到男朋友！！）

- 讀者票：1. 上白石萌音（Oh! My Boss!戀愛在別冊）；2. 綾瀨遙（天國與地獄～瘋狂的2人～）；3. 上野樹里（監察醫朝顏）；4. 高畑充希（虹色病歷簿）；5. 菅野美穗（我家女兒交不到男朋友！！）
- 記者票：1. 綾瀨遙（天國與地獄～瘋狂的2人～）；2. 上野樹里（監察醫朝顏）；3. 上白石萌音（Oh! My Boss!戀愛在別冊）；4. 菅野美穗（我家女兒交不到男朋友！！）；5. 高畑充希（虹色病歷簿）
- 評審票：1. 綾瀨遙（天國與地獄～瘋狂的2人～）；2. 池脇千鶴（那女孩、吉魯巴）；3. 上白石萌音（Oh! My Boss!戀愛在別冊）；4. 上野樹里（監察醫朝顏）；5. 小芝風花（萌子美～雖然她有點怪～（日语：モコミ～彼女ちょっとヘンだけど～））

### 助演男優賞
1. 高橋一生（天國與地獄～瘋狂的2人～）[4]
2. 西田敏行（我家的故事）
3. 染谷將太（麒麟來了）
4. 玉森裕太（Oh! My Boss!戀愛在別冊）
5. 松村北斗（Red Eyes 監視搜查班）

- 讀者票：1. 松村北斗（Red Eyes 監視搜查班）；2. 玉森裕太（Oh! My Boss!戀愛在別冊）；3. 高橋一生（天國與地獄～瘋狂的2人～）；4. 間宮祥太朗（Oh! My Boss!戀愛在別冊）；5. 菊池風磨（寫不出來！？～編劇_吉丸圭佑的無情節生活～）
- 記者票：1. 高橋一生（天國與地獄～瘋狂的2人～）；2. 西田敏行（我家的故事）；3. 染谷將太（麒麟來了）；4. 川上洋平（我家女兒交不到男朋友！！）；5. 岡田健史（我家女兒交不到男朋友！！）
- 評審票：1. 高橋一生（天國與地獄～瘋狂的2人～）；2. 西田敏行（我家的故事）；3. 染谷將太（麒麟來了）；4. 本木雅弘（麒麟來了）；4. 工藤阿須加（萌子美～雖然她有點怪～）；4. 柄本佑（天國與地獄～瘋狂的2人～）；4. 溝端淳平（天國與地獄～瘋狂的2人～）

### 助演女優賞
1. 菜菜緒（Oh! My Boss!戀愛在別冊）[5]
2. 戶田惠梨香（我家的故事）
3. 濱邊美波（我家女兒交不到男朋友！！）
4. 廣瀨愛麗絲（認識的妻子）
5. 草笛光子（那女孩、吉魯巴）

- 讀者票：1. 菜菜緒（Oh! My Boss!戀愛在別冊）；2. 濱邊美波（我家女兒交不到男朋友！！）；3. 趣里（Red Eyes 監視搜查班）；4. 戶田惠梨香（我家的故事）；5. 宍戶·卡芙卡（日语：シシド・カフカ）（Red Eyes 監視搜查班）
- 記者票：1. 戶田惠梨香（我家的故事）；2. 菜菜緒（Oh! My Boss!戀愛在別冊）；3. 濱邊美波（我家女兒交不到男朋友！！）；4. 川口春奈（麒麟來了）；4. 廣瀨愛麗絲（認識的妻子）
- 評審票：1. 草笛光子（那女孩、吉魯巴）；2. 戶田惠梨香（我家的故事）；3. 濱邊美波（我家女兒交不到男朋友！！）；4. 菜菜緒（Oh! My Boss!戀愛在別冊）；4. 江口德子（我家的故事）

### 連續劇歌曲賞
1. 《Luv Bias》Kis-My-Ft2（Oh! My Boss!戀愛在別冊） [6]
2. 《ただいま》手嶌葵（天國與地獄～瘋狂的2人～）
3. 《旅路》藤井風（虹色病歷簿）
4. 《Roar》KAT-TUN（Red Eyes 監視搜查班）
5. 《空與青》家入里歐（我家女兒交不到男朋友！！）

- 讀者票：1. 《Luv Bias》Kis-My-Ft2（Oh! My Boss!戀愛在別冊）；2. 《Roar》KAT-TUN（Red Eyes 監視搜查班）；3. 《ただいま》手嶌葵（天國與地獄～瘋狂的2人～）；4. 《LET'S MUSIC》Sexy Zone（在風呂場等著）；5. 《空與青》家入里歐（我家女兒交不到男朋友！！）
- 記者票：1. 《ただいま》手嶌葵（天國與地獄～瘋狂的2人～）；2. 《Luv Bias》Kis-My-Ft2（Oh! My Boss!戀愛在別冊）；3. 《旅路》藤井風（虹色病歷簿）；4. 《キミトミタイセカイ》關西傑尼斯8（認識的妻子）；5. 《空與青》家入里歐（我家女兒交不到男朋友！！）
- 評審票：1. 《ただいま》手嶌葵（天國與地獄～瘋狂的2人～）；2. 《旅路》藤井風（虹色病歷簿）；2. 《Luv Bias》Kis-My-Ft2（Oh! My Boss!戀愛在別冊）；4. 《週刊うまくいく曜日》Johnny's WEST（激辣道（日语：ゲキカラドウ））；4. 《ふたりで居れば》阿部真央（大叔與貓）

### 劇本賞
1. 宮藤官九郎（我家的故事）[7]
2. 森下佳子（天國與地獄～瘋狂的2人～）
3. 池端俊策、前川洋一、岩本真耶、河本瑞貴（麒麟來了）

### 導演賞
1. 金子文紀、山室大輔、福田亮介（我家的故事）[8]
2. 平川雄一朗、青山貴洋、松木彩（天國與地獄～瘋狂的2人～）
3. 大原拓、藤並英樹、一色隆司、佐佐木善春 、深川貴志（麒麟來了）

### 記者及評審評語
- 關於長瀨智也，他飾演笨拙但對家人充滿愛的兒子觀山壽一，記者及評審認為："不管看到多少次，我都會麻木"和"我被感動了"，而這個角色為了照顧人間國寶的父親，他決定退休回家接管事業，雖然遇到很多笑中帶淚的事，以及想要被父親認可的矛盾，但無論是對其他演員的對手戲與內心戲的表達，都讓觀眾感同身受。而這也是長瀨智也×宮藤官九郎編劇的TBS作品11年來首次用標籤式話題來表達整齣劇情的核心。[2]
- 關於綾瀨遙，她飾演個性好強的正義感女警探望月彩子，與高橋一生飾演的日高陽斗進行一場靈魂交換，這在現實世界的演法是很難的，但"達到預期的表演能力"及"更換後的氣氛完全不同"的出色演技受到高度評價，在最後一集與日高陽斗的最後交換中，令人傷心難過的對白讓記者及評審直呼"太感動了"。[3]
- 關於高橋一生，角色靈魂交換前後的變化是驚人的，當男性的身心靈換成女性時的表現非常討喜可愛。[4]
- 關於菜菜緒，雖然飾演可怕的惡魔上司，但對戀愛的笨拙面演得很討喜，時尚的穿著打扮非常出眾。[5]

## 外部連結
- 第107回日劇學院賞 （页面存档备份，存于）